# 京都府立洛西浄化センター公園
京都府立洛西浄化センター公園（きょうとふりつらくさいじょうかセンターこうえん、愛称「アクアパルコ洛西」）は、京都府が設置する都市公園（総合公園）である。
所在地は、京都市伏見区淀と長岡京市勝竜寺にまたがっている。

## 概要
桂川右岸である嵐山から向日市、長岡京市、大山崎町の乙訓地域までをカバーする下水処理場である洛西浄化センターが設置されており、施設の上屋（2階部分）を緑化および府民へのオープンスペースの提供のため、都市公園として整備された。

### 施設の詳細
公園内には、せせらぎの小川、芝生広場、遊具などが整備されており、周辺に植え込まれた四季折々の樹木がゆったりと和ませてくれる公園である。
- 有料の施設
  - テニスコート（砂入り人工芝） 6面
  - 球技場 1面
  - 芝生球技場 1面
  - 駐車場